# هاري بيدجون
هاري بيدجون (بالإنجليزية: Harry Pidgeon)‏ هو مستكشف أمريكي، ولد في 31 أغسطس 1869 في آيوا في الولايات المتحدة، وتوفي في 11 أبريل 1954.

## روابط خارجية
- هاري بيدجون على موقع أوليمبيديا (الإنجليزية)